# Турятська сільська рада
Туря́тська сільська́ ра́да — адміністративно-територіальна одиниця та орган місцевого самоврядування у Глибоцькому районі Чернівецької області. Адміністративний центр — село Турятка.

## Загальні відомості
- Населення ради: 2 374 особи (станом на 2001 рік)

## Населені пункти
Сільській раді підпорядковані населені пункти:
- с. Турятка
- с. Поляна

## Склад ради
Рада складається з 16 депутатів та голови.
- Голова ради: Дуткович Іван Михайлович
- Секретар ради: Костік Олена Іванівна

### Керівний склад попередніх скликань
| Прізвище, ім'я, по батькові | Основні відомості                                                                          | Дата обрання | Дата звільнення |
| --------------------------- | ------------------------------------------------------------------------------------------ | ------------ | --------------- |
| Дуткович Іван Михайлович    | Сільський голова, 1963 року народження, освіта вища                                        | 26.03.2006   | 31.10.2010      |
| Дуткович Іван Михайлович    | Сільський голова, 1963 року народження, освіта вища, член політичної партії «Наша Україна» | 31.10.2010   |                 |

Примітка: таблиця складена за даними сайту Верховної Ради України

### Депутати
За результатами місцевих виборів 2010 року депутатами ради стали:

#### За суб'єктами висування
| Суб'єкт висування | Кількість обраних депутатів | %   |
| ----------------- | --------------------------- | --- |
| Самовисування     | 16                          | 100 |

#### За округами
| № округу | Прізвище, ім'я, по батькові  | Дата визнання обраним | Освіта             | Партійна приналежність            | Відомості про обраного депутата                             |
| -------- | ---------------------------- | --------------------- | ------------------ | --------------------------------- | ----------------------------------------------------------- |
| 1        | Гулей Сергій Дмитрович       | 01.11.2010            | вища               | позапартійний                     | ТОВ ім. Суворова, старший охоронець                         |
| 2        | Лінецький Сергій Вікторович  | 01.11.2010            | середня спеціальна | позапартійний                     | приватний підприємець                                       |
| 3        | Гушу Ауріка Костянтинівна    | 01.11.2010            | вища               | позапартійна                      | Турятська сільська рада, спеціаліст                         |
| 4        | Костік Олена Іванівна        | 01.11.2010            | вища               | позапартійна                      | Турятська сільська рада, спеціаліст                         |
| 5        | Тимочко Тетяна Олександрівна | 01.11.2010            | вища               | позапартійна                      | Філія Ощадбанку, касир                                      |
| 6        | Георгіу Петро Петрович       | 01.11.2010            | середня спеціальна | позапартійний                     | Турятський будинок творчості та дозвілля, художній керівник |
| 7        | Чебану Марія Степанівна      | 01.11.2010            | вища               | позапартійна                      | пенсіонер                                                   |
| 8        | Григораш Ольга Дмитрівна     | 01.11.2010            | вища               | член Комуністичної партії України | приватний підприємець                                       |
| 9        | Іванеску Михайло Іванович    | 01.11.2010            | середня спеціальна | позапартійний                     | тимчасово не працює                                         |
| 10       | Тарабас Аурел Олексійович    | 01.11.2010            | вища               | позапартійний                     | Турятська сільська рада, землевпорядник                     |
| 11       | Чорней Дмитро Михайлович     | 01.11.2010            | вища               | позапартійний                     | Турятський навчально-виховний комплекс, вчитель             |
| 12       | Олару Валерій Георгійович    | 01.11.2010            | вища               | позапартійний                     | Глибоцький райавтодор, майстер                              |
| 13       | Блуй Софія Георгіївна        | 01.11.2010            | вища               | позапартійна                      | Турятський навчально-виховний комплекс, вчитель             |
| 14       | Фока Михайло Михайлович      | 01.11.2010            | середня спеціальна | позапартійний                     | тимчасово не працює                                         |
| 15       | Пинзару Марія Дмитрівна      | 01.11.2010            | середня            | позапартійна                      | пенсіонер                                                   |
| 16       | Попеску Георгій Аурелович    | 01.11.2010            | вища               | позапартійний                     | Буківська загальноосвітня школа, директор                   |